# Kettle River (Columbia River)
Der Kettle River ist ein 336 km (vom Ende des Holmes Lake bis zur Mündung) langer Nebenfluss des Columbia im nordöstlichen Washington in den Vereinigten Staaten und südöstlichen British Columbia in Kanada. Die ortsansässigen Indianer nannten den Fluss Ne-hoi-al-pit-kwu. Der Kettle River hat den Status eines British Columbia Heritage River.

## Verlauf
Von seiner Quelle in den Monashee Mountains British Columbias fließt der Kettle River südwärts nach Midway. Auf seinem Weg tragen viele Zuflüsse zum Anwachsen des Flusses bei, wovon der West Kettle River der wichtigste ist. Unterhalb von Midway schlägt der Fluss einen Bogen durch das Ferry County in den Vereinigten Staaten, bevor er auf kanadisches Staatsgebiet zurückkehrt. In Grand Forks, mündet der Granby River ein. Von dort aus fließt der Kettle River noch rund 16 km nach Osten und verlässt Kanada dann endgültig auf seinem Weg nach Süden. In der Nähe von Kettle Falls mündet er in den Columbia. Dieser ist heutzutage an dieser Stelle durch den Grand Coulee Dam zum Franklin D. Roosevelt Lake aufgestaut.

## Fischarten
Ursprünglich existierten im Kettle River Lachse und andere Wanderfische. Der Bau der Staudämme Grand Coulee und Chief Joseph blockierte allerdings die Wanderung der Fische zu den Laichplätzen am Oberlauf des Columbia Rivers und anderen Flüssen. Beim Aufstauen ist die frühere Siedlung Kettle Falls in den Fluten des Franklin D. Roosevelt Lake versunken.